# Danh sách bài hát trong Thần tượng âm nhạc: Vietnam Idol (mùa 2)
Bảng dưới đây liệt kê 118 bài hát chính được dùng cho vòng thi chung kết (gala) và đêm đăng quang của chương trình Thần tượng âm nhạc: Vietnam Idol, mùa thứ hai. Sau thành công của mùa thi đầu tiên tổ chức năm 2007. Mùa thi thứ hai đã gặp phải những khó khăn ban đầu ở khâu tổ chức, cùng với những chỉ trích của dư luận về chất lượng cuộc thi. Và rồi chương trình cũng đã bình chọn ra được ngôi vị thần tượng âm nhạc của năm trong mong đợi của khán giả.
Trần Quốc Thiên, thí sinh 20 tuổi đến từ Thống Nhất, Đồng Nai, đã giành được chiến thắng chung cuộc với tỉ lệ bình chọn 61%, vượt qua Thanh Duy (39%).

Áp phích cổ động Vietnam Idol

## Bảng danh sách chung
Chú thích
| Bài hát đăng quang của thí sinh chiến thắng Bài hát thử thách do ban giám khảo đặt ra | Bài hát của ca sĩ khách mời Bài hát chia tay của thí sinh bị loại |

| STT | Bài hát                                                           | Thí sinh thể hiện                                         | Sáng tác                                   |  |
| --- | ----------------------------------------------------------------- | --------------------------------------------------------- | ------------------------------------------ |  |
|     | Tuần bán kết 1 (08 - 10/10)                                       |                                                           |                                            |  |
| 1   | Bóng mây qua thềm                                                 | Thanh Duy                                                 | Võ Thiện Thanh                             |  |
| 2   | Lời yêu xa                                                        | Quốc Thiên                                                | An Hiếu                                    |  |
| 3   | Đổi thay                                                          | Phi Trường                                                | Kim Tuấn                                   |  |
| 4   | Chuông gió                                                        | Lê Tuấn                                                   | Võ Thiện Thanh                             |  |
| 5   | Trống vắng                                                        | Hoàng Anh                                                 | Quốc Hùng                                  |  |
|     | Tuần bán kết 2 (15 - 17/10)                                       |                                                           |                                            |  |
| 6   | Vũ điệu hoang dã (Wild Dance)                                     | Duyên Anh                                                 | lời Việt: Hà Dũng                          |  |
| 7   | Giấc mơ của tôi                                                   | Cẩm Tú                                                    | Anh Quân                                   |  |
| 8   | Sài Gòn Twist                                                     | Lan Trinh                                                 | Hồng Vân                                   |  |
| 9   | Ngày của tôi                                                      | Thu Hà                                                    | Võ Thiện Thanh                             |  |
| 10  | Nuối tiếc                                                         | Minh Chuyên                                               | Hồ Hoài Anh                                |  |
|     | Tuần bán kết 3 (22 - 24/10)                                       |                                                           |                                            |  |
| 11  | Tình 2000                                                         | Thanh Duy                                                 | Võ Thiện Thanh                             |  |
| 12  | Về ăn cơm                                                         | Quốc Thiên                                                | Sa Huỳnh                                   |  |
| 13  | Đường xưa                                                         | Phi Trường                                                | Quốc Dũng                                  |  |
| 14  | Dấu phố em qua                                                    | Lê Tuấn                                                   | Nguyễn Bình                                |  |
| 15  | Không bao giờ                                                     | Hoàng Anh                                                 | Tuấn Nghĩa                                 |  |
|     | Tuần bán kết 4 (29 - 31/10)                                       |                                                           |                                            |  |
| 16  | Em muốn sống bên anh trọn đời                                     | Thu Hà                                                    | Nguyễn Cường                               |  |
| 17  | Có nhớ đêm nào                                                    | Lan Trinh                                                 | Khánh Băng                                 |  |
| 18  | Đôi chân trần                                                     | Cẩm Tú                                                    | Y Phôn Ksor                                |  |
| 19  | Tim anh trôi về em                                                | Minh Chuyên                                               | Quốc Bảo                                   |  |
| 20  | Tóc hát                                                           | Duyên Anh                                                 | Võ Thiện Thanh                             |  |
|     | Tuần 1 (12 - 14/11)                                               |                                                           |                                            |  |
| 1   | Nếu điều đó xảy ra                                                | Lê Tuấn                                                   | Ngọc Châu                                  |  |
| 2   | Niềm hy vọng                                                      | Thu Hà                                                    | Hà Dũng                                    |  |
| 3   | Mưa                                                               | Phi Trường                                                | Tuấn Nghĩa                                 |  |
| 4   | Vô tình                                                           | Duyên Anh                                                 | Hà Dũng                                    |  |
| 5   | Cánh buồm phiêu du                                                | Quốc Thiên                                                | Sơn Thạch                                  |  |
| 6   | Khát khao tôi                                                     | Cẩm Tú                                                    | Dương Cầm                                  |  |
| 7   | Tôi thích                                                         | Thanh Duy                                                 | Phương Uyên                                |  |
| 8   | Chia tay tình đầu                                                 | Minh Chuyên                                               | Nguyễn Ngọc Thiện                          |  |
| 9   | Rock kẹt xe                                                       | Hoàng Anh                                                 | Anh Khanh                                  |  |
| 10  | Cô gái tự tin                                                     | Lan Trinh                                                 | Hồ Hoài Anh                                |  |
| 11  | Vẫn hoài ước mơ                                                   | Tốp 10                                                    | Đức Vượng                                  |  |
| 12  | Vẫn hoài ước mơ                                                   | Minh Chuyên                                               | Đức Vượng                                  |  |
|     | Tuần 2 (19 - 21/11)                                               |                                                           |                                            |  |
| 1   | Như là tình yêu                                                   | Hoàng Anh                                                 | Tuấn Khanh                                 |  |
| 2   | Chuyện tình                                                       | Cẩm Tú                                                    | nhạc: Anh Quân; lời: Dương Thụ             |  |
| 3   | Tình yêu không lời                                                | Lê Tuấn                                                   | Thuận Yến                                  |  |
| 4   | Yêu chỉ riêng mình anh                                            | Thu Hà                                                    | Phương Uyên                                |  |
| 5   | Nằm mơ                                                            | Thanh Duy                                                 | Như Huy                                    |  |
| 6   | Giấc mơ mang tên mình                                             | Lan Trinh                                                 | Văn Phong                                  |  |
| 7   | Ngôi sao nhỏ                                                      | Quốc Thiên                                                | Tường Văn                                  |  |
| 8   | Tóc nâu môi trầm                                                  | Duyên Anh                                                 | Quốc Bảo                                   |  |
| 9   | Tình mãi theo ta                                                  | Phi Trường                                                | Lê Quang                                   |  |
| 10  | ??                                                                | Tốp 9                                                     | ??                                         |  |
| 11  | Những mùa đông yêu dấu                                            | Hoàng Anh                                                 | Đỗ Bảo                                     |  |
|     | Tuần 3: Tình khúc vượt thời gian (26 - 28/11)                     |                                                           |                                            |  |
| 1   | Sài Gòn                                                           | Duyên Anh                                                 | Y Vân                                      |  |
| 2   | Mắt biếc                                                          | Phi Trường                                                | Ngô Thụy Miên                              |  |
| 3   | Lạnh lùng                                                         | Lan Trinh                                                 | nhạc: Đinh Việt Lang; lời: Vạn Thuyết Linh |  |
| 4   | Dư âm                                                             | Quốc Thiên                                                | Nguyễn Văn Tý                              |  |
| 5   | Ô mê ly                                                           | Thu Hà                                                    | Văn Phụng                                  |  |
| 6   | Lệ đá                                                             | Lê Tuấn                                                   | nhạc: Trần Trịnh, thơ: Hà Huyền Chi        |  |
| 7   | Bài tango cho em                                                  | Thanh Duy                                                 | Lam Phương                                 |  |
| 8   | Tình khúc chiều mưa                                               | Cẩm Tú                                                    | Nguyễn Ánh 9                               |  |
| 9   | Thương nhau ngày mưa                                              | Tốp 8                                                     | Nguyễn Trung Cang                          |  |
| 10  | Lời tôi hát                                                       | Lê Tuấn                                                   | Bảo Chấn                                   |  |
|     | Tuần 4: Khúc biến tấu mang âm hưởng dân gian (03 - 05/12)         |                                                           |                                            |  |
| 1   | Cô thắm về làng                                                   | Lan Trinh                                                 | Giao Tiên                                  |  |
| 2   | Son                                                               | Quốc Thiên                                                | Đức Nghĩa                                  |  |
| 3   | Đàn cò                                                            | Cẩm Tú                                                    | Lê Minh Sơn                                |  |
| 4   | Giấc phù du                                                       | Duyên Anh                                                 | Hà Dũng                                    |  |
| 5   | Ngựa ô thương nhớ                                                 | Thu Hà                                                    | Trần Tiến                                  |  |
| 6   | Cánh diều                                                         | Phi Trường                                                | Ngọc Đại                                   |  |
| 7   | Tát nước đầu đình                                                 | Thanh Duy                                                 | Đào Duy Anh                                |  |
| 8   | Tùy hứng lý qua cầu                                               | Tốp 7                                                     | Trần Tiến                                  |  |
| 9   | Nếu phải xa nhau                                                  | Phi Trường                                                | Xuân Phương                                |  |
|     | Tuần 5: Những ca khúc sôi động (10 - 12/12)                       |                                                           |                                            |  |
| 1   | Rock Sài Gòn                                                      | Quốc Thiên                                                | Lâm Quốc Cường                             |  |
| 2   | Thời gian tôi                                                     | Cẩm Tú                                                    | Đức Trí & Võ Thiện Thanh                   |  |
| 3   | Bàn tay trắng                                                     | Lan Trinh                                                 | Nguyễn Hải Phong                           |  |
| 4   | Đám cưới chuột                                                    | Thu Hà                                                    | nhóm Gạt Tàn Đầy                           |  |
| 5   | Tình yêu bắt đầu                                                  | Thanh Duy                                                 | Nguyễn Dân                                 |  |
| 6   | Tình yêu khó quên                                                 | Duyên Anh                                                 | Hoài An                                    |  |
| 7   | Ngọn lửa trái tim                                                 | Tốp 6                                                     | Nguyễn Ngọc Thiện                          |  |
| 8   | Đường đến ngày vinh quang                                         | Lan Trinh                                                 | Bức Tường                                  |  |
|     | Tuần 6: Những ca khúc được yêu thích từ thập niên 90 (17 - 19/12) |                                                           |                                            |  |
| 1   | Cho em một ngày                                                   | Cẩm Tú                                                    | Dương Thụ                                  |  |
| 2   | Bay vào ngày xanh                                                 | Cẩm Tú                                                    | Dương Thụ                                  |  |
| 3   | Một ngày mùa đông                                                 | Thanh Duy                                                 | Bảo Chấn                                   |  |
| 4   | Thà làm hạt mưa bay                                               | Thanh Duy                                                 | Thanh Tùng                                 |  |
| 5   | Ước gì                                                            | Thu Hà                                                    | Võ Thiện Thanh                             |  |
| 6   | Tình phai                                                         | Thu Hà                                                    | Nguyễn Ngọc Tài, thơ: Phan Thị Nguyệt Hồng |  |
| 7   | Nửa vầng trăng                                                    | Quốc Thiên                                                | Nhật Trung                                 |  |
| 8   | Tình yêu lung linh                                                | Quốc Thiên                                                | Hoài An                                    |  |
| 9   | Sắc màu                                                           | Duyên Anh                                                 | Trần Tiến                                  |  |
| 10  | Hãy trả lời em                                                    | Duyên Anh                                                 | Tuấn Nghĩa                                 |  |
| 11  | Phố hoa                                                           | Tốp 5                                                     | Hoài An                                    |  |
| 12  | Những phút giây qua                                               | Thu Hà                                                    | Quốc Trường                                |  |
|     | Tuần 7: Những tình khúc đêm đông (24 - 26/12)                     |                                                           |                                            |  |
| 1   | Năm mới an lành (We Wish You a Merry Christmas)                   | Tốp 4, Ban giám khảo, Sỹ Luân & Thanh Thảo...             | lời Việt:                                  |  |
| 2   | Hai mùa Noel                                                      | Thanh Duy                                                 | Nguyễn Vũ                                  |  |
| 3   | Nắng hồng soi mắt em                                              | Thanh Duy                                                 | Bảo Phúc                                   |  |
| 4   | Bài thánh ca buồn                                                 | Quốc Thiên                                                | Nguyễn Vũ                                  |  |
| 5   | Ước mơ cho ngày mai                                               | Quốc Thiên                                                | Anh Tuấn                                   |  |
| 6   | Tiếng yêu mùa đông                                                | Duyên Anh                                                 | Quốc Vũ                                    |  |
| 7   | Một trái tim, một quê hương                                       | Duyên Anh                                                 | Phạm Trọng Cầu                             |  |
| 8   | Bài Noel tình yêu                                                 | Cẩm Tú                                                    | Dương Cầm                                  |  |
| 9   | Nồng nàn Hà Nội                                                   | Cẩm Tú                                                    | Nguyễn Đức Cường                           |  |
| 10  | Noel ước mơ                                                       | Tốp 4                                                     | Quốc An                                    |  |
| 11  | Mưa đêm                                                           | Cẩm Tú                                                    | Tuấn Hùng                                  |  |
|     | Tuần 8: Hát tặng người yêu thương (31/12 -02/01)                  |                                                           |                                            |  |
| 1   | Mẹ tôi                                                            | Quốc Thiên                                                | Nhị Hà                                     |  |
| 2   | Guitar cho ta                                                     | Quốc Thiên                                                | Lê Minh Sơn                                |  |
| 3   | Bóng cả                                                           | Duyên Anh                                                 | Vũ Quốc Việt                               |  |
| 4   | Khúc tự tình                                                      | Duyên Anh                                                 | Hà Dũng                                    |  |
| 5   | Gia đình tôi                                                      | Thanh Duy                                                 | Phương Uyên                                |  |
| 6   | Tôi yêu                                                           | Thanh Duy                                                 | Phương Uyên                                |  |
| 7   | Điệp khúc mùa xuân                                                | Quốc Thiên                                                | Quốc Dũng                                  |  |
| 8   | Thì thầm mùa xuân                                                 | Duyên Anh                                                 | Ngọc Châu                                  |  |
| 9   | Lời tỏ tình của mùa xuân                                          | Thanh Duy                                                 | Thanh Tùng                                 |  |
| 10  | Xuân đã về                                                        | Tốp 3                                                     | Minh Kỳ                                    |  |
| 11  | Mong ước kỷ niệm xưa                                              | Duyên Anh                                                 | Xuân Phương                                |  |
|     | Tuần 9: Những bài hát thử thách (07/01)                           |                                                           |                                            |  |
| 1   | Yêu đời                                                           | Thanh Duy & Quốc Thiên                                    | Nguyễn Dân                                 |  |
| 2   | Ghen                                                              | Thanh Duy                                                 | Trọng Khương; lời thơ: Nguyễn Bính         |  |
| 3   | Dấu tình sầu                                                      | Quốc Thiên                                                | Ngô Thụy Miên                              |  |
| 4   | Nghe mưa                                                          | Thanh Duy                                                 | Dương Thụ                                  |  |
| 5   | Không còn mùa thu                                                 | Quốc Thiên                                                | Việt Anh                                   |  |
| 6   | Yêu trong ánh sáng                                                | Thanh Duy                                                 | Quốc Bảo                                   |  |
| 7   | Em sẽ là giấc mơ                                                  | Quốc Thiên                                                | Lưu Thiên Hương                            |  |
|     | Lễ đăng quang (14/01)                                             |                                                           |                                            |  |
| 1   | Vẫn hoài ước mơ                                                   | Các thí sinh                                              | Đức Vượng                                  |  |
| 2   | Cho bạn cho tôi                                                   | Các thí sinh                                              | Lam Trường                                 |  |
| 3   | Điệp khúc mùa xuân                                                | Thanh Duy & Quốc Thiên                                    | Quốc Dũng                                  |  |
| 4   | Lạnh lùng                                                         | Lan Trinh                                                 | Đinh Việt Lang                             |  |
| 5   | Tình khúc chiều mưa                                               | Cẩm Tú                                                    | Nguyễn Ánh 9                               |  |
| 6   | Ô mê ly                                                           | Thu Hà                                                    | Văn Phụng                                  |  |
| 7   | Áo xanh                                                           | Lê Tuấn, Phi Trường, Thanh Duy & Quốc Thiên               | Tuấn Khanh                                 |  |
| 8   | Yêu dấu đã về                                                     | Hoàng Anh & Minh Chuyên                                   | Minh Châu                                  |  |
| 9   | Son                                                               | Quốc Thiên                                                | Đức Nghĩa                                  |  |
| 10  | Tôi thích                                                         | Thanh Duy                                                 | Phương Uyên                                |  |
| 11  | Lúc mới yêu                                                       | Phương Vy                                                 | Đức Trí                                    |  |
| 12  | Một mình                                                          | Quốc Thiên & Quang Dũng                                   | Thanh Tùng                                 |  |
| 13  | Giọt nước mắt cho đời                                             | Thanh Duy & Đàm Vĩnh Hưng                                 | Lê Quang                                   |  |
| 14  | Theng theng oh oi                                                 | Siu Black, piano: Hồ Hoài Anh & saxophone: Trần Mạnh Tuấn | Nguyễn Cường                               |  |
| 15  | Nụ cười và những ước mơ                                           | Quốc Thiên & Phương Vy...                                 | Đức Trí                                    |  |
|     |                                                                   |                                                           |                                            |  |

## Các thí sinh & bài hát dự thi
Đây là phần liệt kê các bài hát theo tiêu chí nhóm và cá nhân, bao gồm các bài hát dự thi, các bài hát tập thể và chia tay sân chơi Vietnam Idol.

### Các bài hát tập thể
1. "Vẫn hoài ước mơ" (Đức Vượng) - 14 tháng 11 năm 2008
2. "??" (??) - 21 tháng 11 năm 2008
3. "Thương nhau ngày mưa" (Nguyễn Trung Cang) - 28 tháng 11
4. "Tùy hứng lý qua cầu"[1] (Trần Tiến) - 05 tháng 12
5. "Ngọn lửa trái tim" (Nguyễn Ngọc Thiện) - 12 tháng 12
6. "Phố hoa" (Hoài An) - 19 tháng 12
7. "Năm mới an lành"[2] - 24 tháng 12
8. "Noel ước mơ" (Quốc An) - 26 tháng 12
9. "Xuân đã về" (Minh Kỳ) - 02 tháng 1, 2009
10. "Yêu đời" (Nguyễn Dân) - 07 tháng 1
11. "Vẫn hoài ước mơ" (Đức Vượng) - 14 tháng 1
12. "Cho bạn cho tôi" (Lam Trường) - 14 tháng 1

### Các thí sinh & Bài hát thể hiện

#### Quốc Thiên
Trần Quốc Thiên (20 tuổi), sinh ngày 09 tháng 4 1988 tạiĐồng Nai.
- 08 tháng 10 năm 2008: "Lời yêu xa" (An Hiếu[cần dẫn nguồn])
- 22 tháng 10: "Về ăn cơm"[3] (Sa Huỳnh[4])
- 12 tháng 11: "Cánh buồm phiêu du" (Sơn Thạch)
- 19 tháng 11: "Ngôi sao nhỏ" (Tường Văn)
- 26 tháng 11: "Dư âm" (Nguyễn Văn Tý)
- 03 tháng 12: "Son" (Đức Nghĩa)
- 10 tháng 12: "Rock Sài Gòn" (Lâm Quốc Cường)
- 17 tháng 12:

1. "Nửa vầng trăng" (Nhật Trung)
2. "Tình yêu lung linh" (Hoài An)

- 24 tháng 12:

1. "Bài thánh ca buồn" (Nguyễn Vũ)
2. "Ước mơ cho ngày mai" (Anh Tuấn)

- 31 tháng 12:

1. Mẹ tôi" (Nhị Hà)
2. "Guitar cho ta" (Lê Minh Sơn)
3. "Điệp khúc mùa xuân" (Quốc Dũng)

- 07 tháng 1, 2009:

1. "Dấu tình sầu" (Ngô Thụy Miên)
2. "Không còn mùa thu" (Việt Anh)
3. "Em sẽ là giấc mơ" (Lưu Thiên Hương)

- 14 tháng 1: "Nụ cười và những ước mơ" (Đức Trí) -Đăng quang

#### Thanh Duy
Phạm Trần Thanh Duy (22 tuổi) sinh ngày 30 tháng 11 năm 1986tại tỉnh Trà Vinh.
- 08 tháng 10 năm 2008: "Bóng mây qua thềm" (Võ Thiện Thanh)
- 22 tháng 10: "Tình 2000" (Võ Thiện Thanh)
- 12 tháng 11: "Tôi thích" (Phương Uyên)
- 19 tháng 11: "Nằm mơ" (Như Huy)
- 26 tháng 11: "Bài tango cho em" (Lam Phương)
- 03 tháng 12: "Tát nước đầu đình"[5] (Đào Duy Anh)
- 10 tháng 12: "Tình yêu bắt đầu" (Nguyễn Dân)
- 17 tháng 12:

1. "Một ngày mùa đông" (Bảo Chấn)
2. "Thà làm hạt mưa bay" (Thanh Tùng)

- 24 tháng 12:

1. "Hai mùa Noel" (Nguyễn Vũ)
2. "Nắng hồng soi mắt em" (Bảo Phúc)

- 31 tháng 12:

1. "Gia đình tôi" (Phương Uyên
2. "Tôi yêu" (Phương Uyên)
3. "Lời tỏ tình của mùa xuân" (Thanh Tùng)

- 07 tháng 1, 2009:

1. "Ghen" (Trọng Khương; lời thơ: Nguyễn Bính)
2. "Nghe mưa" (Dương Thụ)
3. "Yêu trong ánh sáng" (Quốc Bảo)

#### Duyên Anh
Nguyễn Duyên Anh (20 tuổi) sinh ngày 18 tháng 8, 1988tại tỉnh Sóc Trăng.
- 15 tháng 10 năm 2008: "Vũ điệu hoang dã" (Wild dance, lời Việt: Hà Dũng)
- 29 tháng 10: "Tóc hát" (Võ Thiện Thanh)
- 12 tháng 11: "Vô tình" (Hà Dũng)
- 19 tháng 11: "Tóc nâu môi trầm" (Quốc Bảo)
- 26 tháng 11: "Sài Gòn" (Y Vân)
- 03 tháng 12: "Giấc phù du" (Hà Dũng)
- 10 tháng 12: "Tình yêu khó quên" (Hoài An)
- 17 tháng 12:

1. "Sắc màu" (Trần Tiến)
2. "Hãy trả lời em" (Tuấn Nghĩa)

- 24 tháng 12:

1. "Tiếng yêu mùa đông" (Quốc Vũ)
2. "Một trái tim, một quê hương" (Phạm Trọng Cầu)

- 31 tháng 12:

1. "Bóng cả" (Vũ Quốc Việt)
2. "Khúc tự tình" (Hà Dũng)
3. "Thì thầm mùa xuân" (Ngọc Châu)

- 02 tháng 1, 2009: "Mong ước kỉ niệm xưa" (Xuân Phương)- Bị loại

#### Cẩm Tú
Nguyễn Thị Cẩm Tú (22 tuổi), sinh ngày 19 tháng 9 1986tại Hà Nội.
- 15 tháng 10 năm 2008: "Giấc mơ của tôi"[6] (Anh Quân)
- 29 tháng 10: "Đôi chân trần" (Y Phôn Ksor)
- 12 tháng 11: "Khát khao tôi" (Dương Cầm)
- 19 tháng 11: "Chuyện tình" (Nhạc: Anh Quân; Lời: Dương Thụ)
- 26 tháng 11: "Tình khúc chiều mưa" (Nguyễn Ánh 9)
- 03 tháng 12: "Đàn cò" (Lê Minh Sơn)
- 10 tháng 12: "Thời gian tôi" (Đức Trí & Võ Thiện Thanh)
- 17 tháng 12:

1. "Cho em một ngày"
2. "Bay vào ngày xanh" (Dương Thụ)

- 24 tháng 12:

1. "Bài Noel tình yêu" (Dương Cầm)
2. "Nồng nàn Hà Nội" (Nguyễn Đức Cường)

- 26 tháng 12: "Mưa đêm" (Tuấn Hùng) - Bị loại

#### Thu Hà
Nguyễn Thị Thu Hà (24 tuổi) sinh ngày 26 tháng 7 1984tại thành phố Hà Nội.
- 15 tháng 10 năm 2008: "Ngày của tôi" (Võ Thiện Thanh)
- 29 tháng 10: "Em muốn sống bên anh trọn đời" (Nguyễn Cường)
- 12 tháng 11: "Niềm hy vọng" (Hà Dũng)
- 19 tháng 11: "Yêu chỉ riêng mình anh" (Phương Uyên)
- 26 tháng 11 & 14 tháng 1, 2009: "Ô mê ly" (Văn Phụng)
- 03 tháng 12: "Ngựa ô thương nhớ" (Trần Tiến)
- 10 tháng 12: "Đám cưới chuột"[7] (nhóm Gạt Tàn Đầy)
- 17 tháng 12:

1. "Ước gì" (Võ Thiện Thanh)
2. "Tình phai" (Nguyễn Ngọc Tài)

- 12 tháng 12: "Những phút giây qua" (Quốc Trường) - Bị loại

#### Lan Trinh
Nguyễn Võ Lan Trinh (21 tuổi), sinh ngày 05 tháng 2 1987tại Thành phố Hồ Chí Minh.
- 15 tháng 10 năm 2008: "Sài Gòn Twist" (Hồng Vân)
- 29 tháng 10: "Có nhớ đêm nào" (Khánh Băng)
- 12 tháng 11: "Cô gái tự tin" (Hồ Hoài Anh)
- 19 tháng 11: "Giấc mơ mang tên mình" (Văn Phong)
- 26 tháng 11 & 14 tháng 1, 2009: "Lạnh lùng" (Nhạc: Đinh Việt Lang; Lời: Vạn Thuyết Linh)
- 03 tháng 12: "Cô thắm về làng" (Giao Tiên)
- 10 tháng 12: "Bàn tay trắng" (Nguyễn Hải Phong)
- 12 tháng 12: "Đường đến ngày vinh quang" (ban nhạc Bức Tường) - Bị loại

#### Phi Trường
Đinh Ứng Phi Trường (24 tuổi), sinh ngày 27 tháng 7 1984tại thành phố Hà Nội.
- 08/10/08: "Đổi thay" (Nguyễn Kim Tuấn)
- 22 tháng 10: "Đường xưa" (Quốc Dũng)
- 12 tháng 11: "Mưa" (Tuấn Nghĩa)
- 19 tháng 11: "Tình mãi theo ta" (Lê Quang)
- 26 tháng 11: "Mắt biếc" (Ngô Thụy Miên)
- 03 tháng 12: "Cánh diều" (Ngọc Đại)
- 05 tháng 12: "Nếu phải xa nhau" (Xuân Phương) - Bị loại

#### Lê Tuấn
Giáp Lê Tuấn (23 tuổi) sinh ngày 29 tháng 7 1985 tại tỉnh Bắc Giang.
- 08 tháng 10 năm 2008: "Chuông gió"[8] (Võ Thiện Thanh)
- 22 tháng 10: "Dấu phố em qua" (Nguyễn Bình)
- 12 tháng 11: "Nếu điều đó xảy ra" (Ngọc Châu)
- 19 tháng 11: "Tình yêu không lời" (Thuận Yến)
- 26 tháng 11: "Lệ đá" (Trần Trịnh, thơ: Hà Huyền Chi)
- 28 tháng 11: "Lời tôi hát" (Bảo Chấn) - Bị loại

#### Hoàng Anh
Trần Hoàng Anh (24 tuổi), sinh ngày 25 tháng 9 1984 tạiHà Nội.
- 08 tháng 10 năm 2008: "Trống vắng" (Quốc Hùng)
- 22 tháng 10: "Không bao giờ" (Tuấn Nghĩa)
- 12 tháng 11: "Rock kẹt xe" (Anh Khanh)
- 19 tháng 11: "Như là tình yêu" (Tuấn Khanh)
- 21 tháng 11: "Những mùa đông yêu dấu" (Đỗ Bảo) - Bị loại

#### Minh Chuyên
Nguyễn Thị Minh Chuyên (23 tuổi), sinh ngày 09 tháng 11986 tại Phủ Lý, tỉnh Hà Nam.
- 15 tháng 10 năm 2008: "Nuối tiếc" (Hồ Hoài Anh)
- 29 tháng 10: "Tim anh trôi về em" (Quốc Bảo)
- 12 tháng 11: "Chia tay tình đầu" (Nguyễn Ngọc Thiện)
- 14 tháng 11: "Vẫn hoài ước mơ" (Đức Vượng) - Bị loại